# Chironomus praecox
Chironomus praecox är en tvåvingeart som först beskrevs av Johann Wilhelm Meigen 1818.  Chironomus praecox ingår i släktet Chironomus och familjen fjädermyggor. Inga underarter finns listade i Catalogue of Life.